# 杭州地铁1号线
杭州地铁1号线，标志色为■海棠红，为杭州市第一條地铁线路，於2007年3月動工，2012年11月24日通车试运营，並在2025年6月30日轉為正式營運，歷時近13年。全长52.21千米，南起萧山区湘湖站，东抵萧山区萧山国际机场站。线路贯穿杭州市中心城区与滨江区、钱塘区、空港新城。全线共33个车站，均为地下车站，设有七堡车辆基地、湘湖停车场、南阳停车场三个维保基地。
杭州杭港地铁有限公司负责经营、管理地铁1号线，港鐵公司佔该公司49%的股權，其余權益由杭州市地鐵集團有限責任公司持有。杭州地鐵一號綫的公私合營項目獲得國家發展和改革委員會批准，2012年7月17日簽署合作協議，杭州杭港地铁有限公司的特许经营权为开始试运营日起的25年。
客运中心－临平段（临平支线）原属1号线，于2021年7月10日起分离成为地铁9号线的一部分，杭港地铁亦不再管辖其沿线车站。

## 线路信息

1号线站名一览，摄于湘湖站

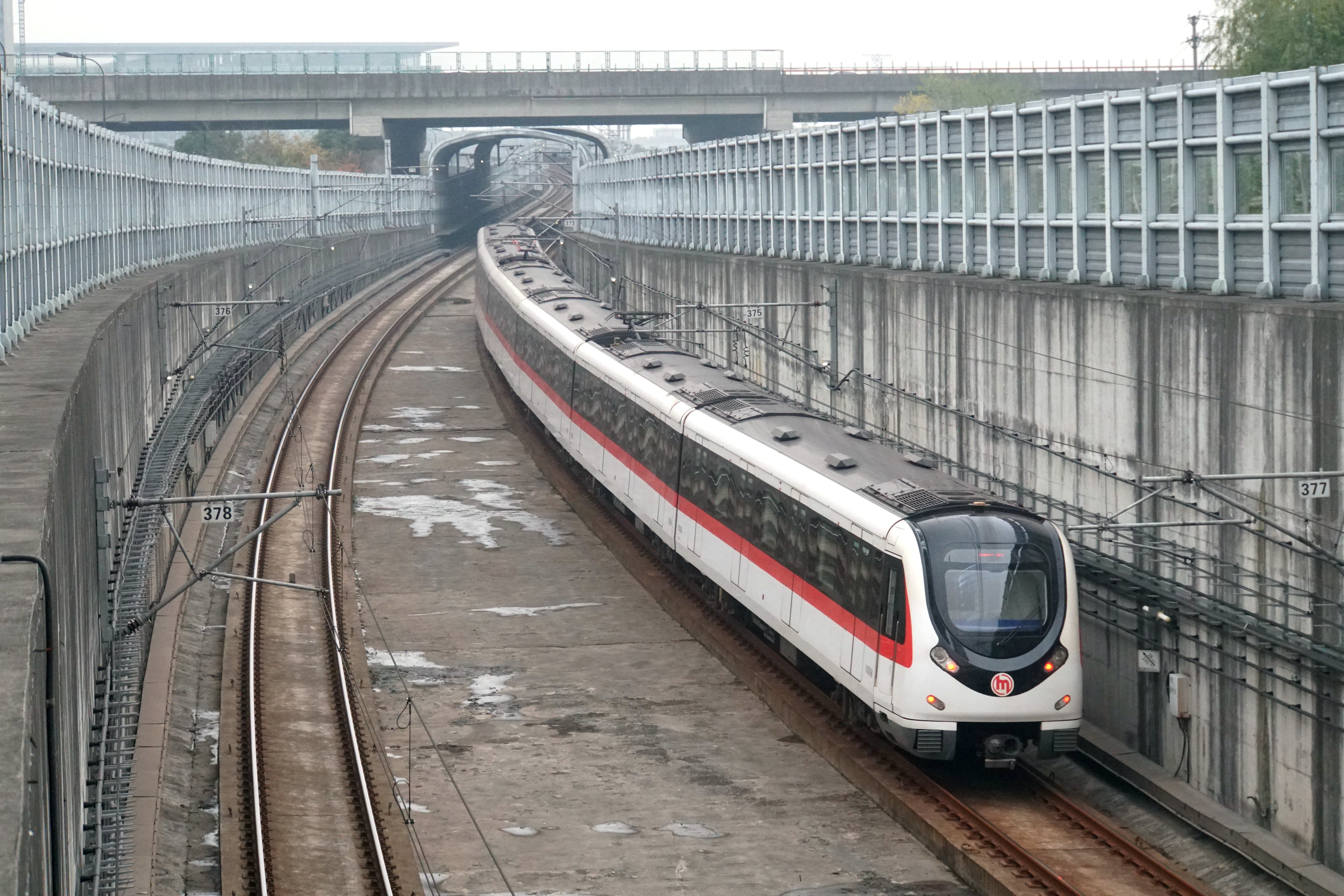
客运中心站-临平站原属1号线，图为1号线列车从余杭高铁站站出地进入高架段

### 线路数据
- 营运里程：52.21公里
- 站数：33
- 轨距：1435毫米
- 动力电源：1500V接触网供电
- 双线区间：全线
- 电气化区间：全线
- 地下区间：湘湖－萧山国际机场全线
- 地面区間：湘湖西－湘湖停车场、彭埠东－七堡车辆段、七堡车辆段－九和路西。
- 最长区间：下沙江滨 - 杭州大会展中心，长3.97公里。[11]

### 车站信息
| 区段          | 站名           | 里程 （千米） | 换乘路线                                | 所在地           | 站台形式           | 启用日期       |
| ------------- | -------------- | ------------- | --------------------------------------- | ---------------- | ------------------ | -------------- |
| 二期 江南段   | 湘湖           | 0             | 不適用                                  | 萧山区           | 地下二层岛式       | 2012年11月24日 |
| 二期 江南段   | 滨康路         | 2.10          | █ 5号线                                 | 滨江区           | 地下二层岛式       | 2012年11月24日 |
| 二期 江南段   | 西兴           | 3.12          | 不適用                                  | 滨江区           | 地下二层岛式       | 2012年11月24日 |
| 二期 江南段   | 滨和路         | 4.62          |                                         | 滨江区           | 地下二层岛式       | 2012年11月24日 |
| 一期 主城区段 | 江陵路         | 5.67          | █ 6号线                                 | 滨江区           | 地下二层岛式       | 2012年11月24日 |
| 一期 主城区段 | 近江           | 8.77          | █ 4号线                                 | 上城区           | 地下三层岛式       | 2012年11月24日 |
| 一期 主城区段 | 婺江路         | 9.64          | 不適用                                  | 上城区           | 地下二层岛式       | 2012年11月24日 |
| 一期 主城区段 | 城站           | 10.91         | █ 5号线                                 | 上城区           | 地下二层岛式       | 2012年11月24日 |
| 一期 主城区段 | 定安路         | 12.21         | 不適用                                  | 上城区           | 地下二层岛式       | 2012年11月24日 |
| 一期 主城区段 | 龙翔桥         | 13.41         |                                         | 上城区           | 地下二层岛式       | 2012年11月24日 |
| 一期 主城区段 | 凤起路         | 14.21         | █ 2号线                                 | 拱墅区           | 地下二层岛式       | 2012年11月24日 |
| 一期 主城区段 | 武林广场       | 15.34         | █ 3号线                                 | 拱墅区           | 地下三、四层叠岛式 | 2012年11月24日 |
| 一期 主城区段 | 西湖文化广场   | 16.21         | █ 3号线 █ 19号线                        | 拱墅区           | 地下二、三层叠岛式 | 2012年11月24日 |
| 一期 主城区段 | 打铁关         | 17.64         | █ 5号线 █ 15号线（在建）                | 拱墅区           | 地下二层岛式       | 2012年11月24日 |
| 一期 主城区段 | 闸弄口         | 19.10         | █ 18号线（在建）                        | 上城区           | 地下二层岛式       | 2012年11月24日 |
| 一期 主城区段 | 火车东站       | 21.26         | █ 4号线                                 | 上城区           | 地下三层双岛式     | 2013年6月20日  |
| 一期 主城区段 | 火车东站       | 21.26         | 火车东站（东广场）站： █ 6号线 █ 19号线 | 上城区           | 地下三层双岛式     | 2013年6月20日  |
| 一期 主城区段 | 彭埠           | 22.36         | █ 4号线                                 | 上城区           | 地下二层双岛式     | 2012年11月24日 |
| 一期 主城区段 | 七堡           | 24.16         | 不適用                                  | 上城区           | 地下二层岛式       | 2012年11月24日 |
| 一期 主城区段 | 九和路         | 25.36         |                                         | 上城区           | 地下二层岛式       | 2012年11月24日 |
| 一期 主城区段 | 九堡           | 26.81         |                                         | 上城区           | 地下二层岛式       | 2012年11月24日 |
| 一期 主城区段 | 客运中心       | 28.07         | █ 9号线                                 | 上城区           | 地下二层双岛式     | 2012年11月24日 |
| 二期 下沙段   | 下沙西         | 31.32         | 不適用                                  | 钱塘区           | 地下二层岛式       | 2012年11月24日 |
| 二期 下沙段   | 金沙湖         | 32.59         |                                         | 钱塘区           | 地下二层岛式       | 2012年11月24日 |
| 二期 下沙段   | 高沙路         | 33.52         |                                         | 钱塘区           | 地下二层岛式       | 2012年11月24日 |
| 二期 下沙段   | 文泽路         | 34.77         |                                         | 钱塘区           | 地下二层岛式       | 2012年11月24日 |
| 二期 下沙段   | 文海南路       | 37.47         | █ 8号线 █ 下长城际（规划）              | 钱塘区           | 地下二层岛式       | 2015年11月24日 |
| 二期 下沙段   | 云水           | 38.87         | 不適用                                  | 钱塘区           | 地下二层岛式       | 2015年11月24日 |
| 二期 下沙段   | 下沙江滨       | 40.52         |                                         | 钱塘区           | 地下二层岛式       | 2015年11月24日 |
| 三期          | 杭州大会展中心 | 44.49         | 萧山区                                  | 地下三层侧式     | 2020年12月30日     |                |
| 三期          | 港城大道       | 45.77         | 萧山区                                  | 地下二层岛式     | 2020年12月30日     |                |
| 三期          | 南阳           | 46.77         | 萧山区                                  | 地下二层岛式     | 2020年12月30日     |                |
| 三期          | 向阳路         | 48.37         | 萧山区                                  | 地下二层岛式     | 2020年12月30日     |                |
| 三期          | 萧山国际机场   | 52.21         | 萧山区                                  | █ 7号线 █ 19号线 | 2020年12月30日     | 地下三层岛式   |

### 启用顺序表
| 区段                                    | 启用日期       | 长度    | 启用车站数        | 对外宣传区段名                      |
| --------------------------------------- | -------------- | ------- | ----------------- | ----------------------------------- |
| 湘湖 — 文泽路                           | 2012年11月24日 | 34.82km | 24（含客运中心）  | 无（当时新闻仅提到“杭州地铁1号线”） |
| 客运中心 — 临平（今为 █ 9号线的一部分） | 2012年11月24日 | 11.7km  | 6（不含客运中心） | 无（当时新闻仅提到“杭州地铁1号线”） |
| 火车东站                                | 2013年6月30日  | 遗留站  | 1                 |                                     |
| 文泽路 — 下沙江滨                       | 2015年11月24日 | 5.6km   | 3                 | 下沙延伸段                          |
| 下沙江滨 — 萧山国际机场                 | 2020年12月30日 | 11.5km  | 5                 | 三期                                |

## 车站设计
1号线公共艺术设计的视觉元素定位为杭城云山，杭是杭州，谐音“航”，杭城暗喻杭州地铁首线起航；云，谓氤氲之意，杭州地铁通行的云山，正是人文和自然交相辉映之境。站点的艺术性设计以诗意情境、精致品质、素朴表达为原则，避免奢华表达。设计目标为：一站一故事，百站一部史。　
1号线全线共有15个车站根据站点特色设立了文化墙，车站石凳上绘有杭州风景名胜以及美景，展现了杭州的江南风格。　
- 武林广场站以各类金属铜合金制成葵花造型点缀站厅
- 城站站使用用滚动的火车车轮反映城站的变迁史
- 婺江路站中空站厅与“江海潮会”浮雕艺术墙
- 文泽路站以活字印花演绎青春校园文化
- 湘湖站艺术墙以年轮作为艺术创意体现跨湖桥文明

## 车辆段

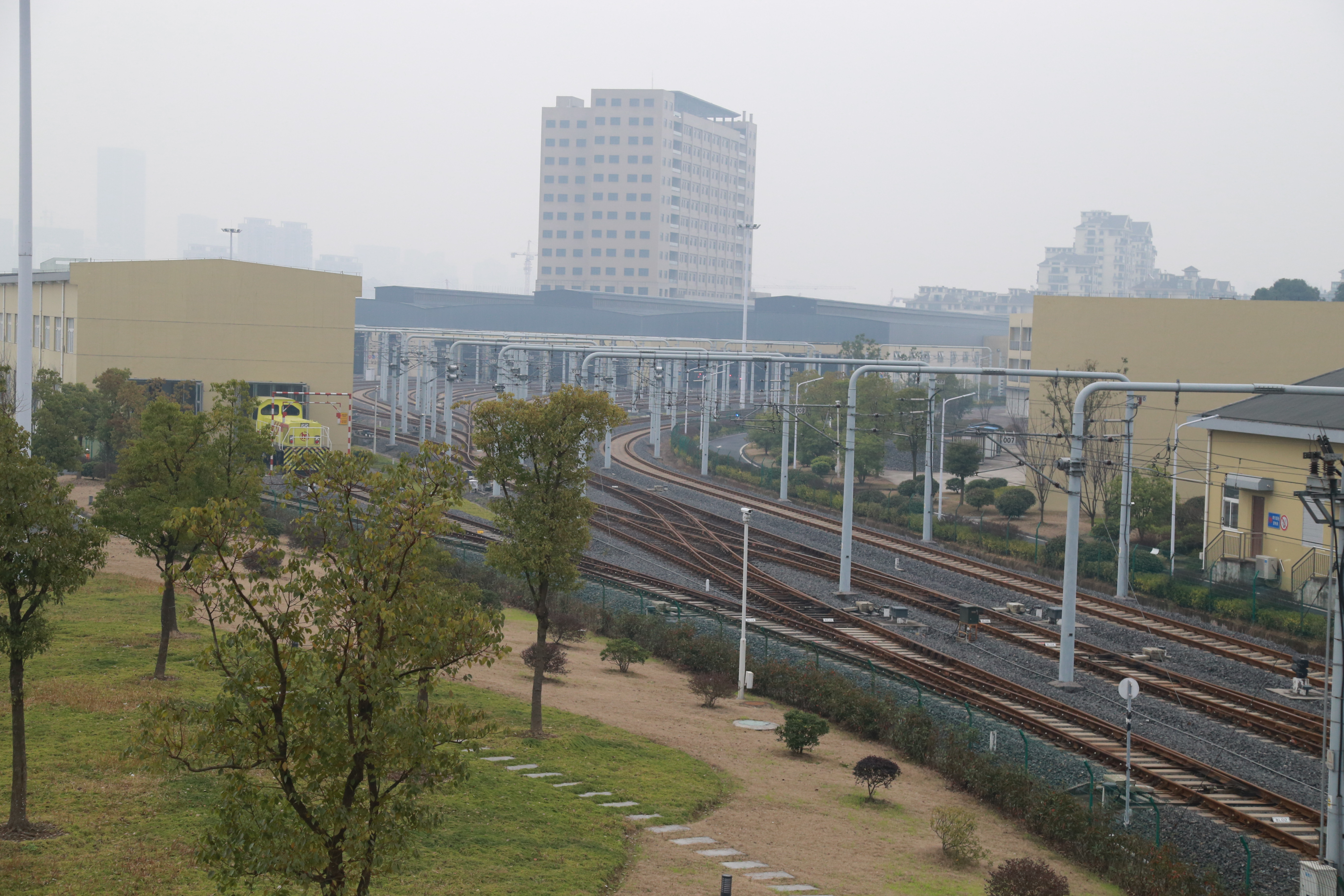
从西侧山丘远眺湘湖停车场

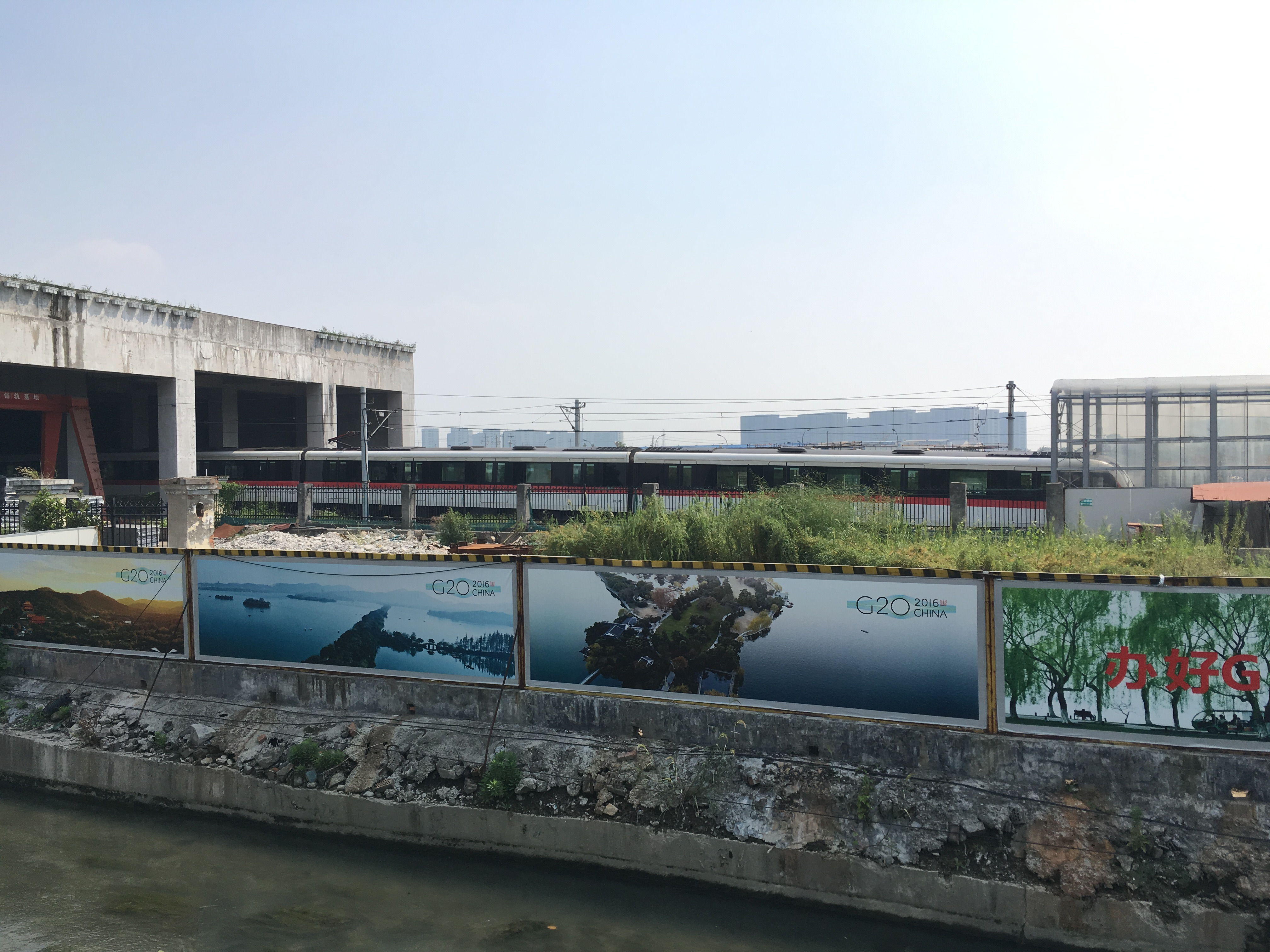
1号线列车正在从七堡车辆段出库

1号线拥有三个车辆基地，分别是七堡车辆段、湘湖停车场和南阳停车场。七堡车辆段在七堡站和九和路站之间，主要用于1号线、4号线列车的停放和高级养护。湘湖停车场位于湘湖站西侧，用于1号线列车的停放和养护。

## 使用列车

### 一期列车
- 厂商型号：杭州地铁1号线列车（PM0G）
- 车辆外观设计： 法國 MBD 技术设计有限公司[15]
- 列车整体设计： 中国 南车南京浦镇车辆有限公司
- 制造厂商：南车南京浦镇车辆有限公司、杭州南车城市轨道交通车辆有限公司
- 制造年份：2010 ~ 2013
- 外观特征：列车采用梯形车体设计，以黑、白、红为主色调；车头灯为花生形，侧边有一条红色的粗色带，窗框周围则为黑色；车头设红色LED方向幕显示车号及终点站。
- 车体材质：铝合金车体
- 列车编组：6节B2型编组（4M2T，Tc+Mp+M+M+Mp+Tc）
- 车体尺寸：长：19.52 m × 宽：2.88 m × 高：3.8 m
- 车门宽度：1.4 m
- 供电制式：架空接触网供电，DC 1500 V
- 最高运营速度：80 km/h
- 全列定员（AW2）：1436人[16]
- 全列超员（AW3）：2034人
- 电气牵引系统：
  - 西门子交通集团原设计 / 株洲西门子牵引设备代工生产[17]1TB2010-1GA02 型鼠笼式三相异步交流牵引电动机（额定功率：190 kW，4×4台）
  - 西门子交通集团原设计 / 株洲西门子牵引设备代工生产[17]SIBAC G1500 D1000/300 M5-1 型 IGBT-VVVF 逆变器（1C4M1群方式控制，4组）
  - 西门子交通集团原设计 / 深圳市通业科技发展代工生产 A2V 00001806501、A2V 00001806557 型 IGBT-SIV（2台）
- 转向架：阿尔斯通运输原设计 / 南车南京浦镇车辆代工生产 B-23 型无摇枕式空气弹簧转向架（6×2台）
- 车辆总数：PM0G型共48列（01 001 ~ 01 048），合计288辆。
- 设施特征：车头使用卤素灯照明，车内线路图为LED点阵动态形式。列车驾驶室间壁门原本设有半透玻璃窗，可观看到司机操作和前方风景；在1号线改为全地下线运行后，该款列车已随大修工程更换驾驶室间壁门，新更换的间壁门不再设置玻璃窗。

- PM0G型列车外观
- PM0G型列车内饰
- PM0G型列车车门上方的LED闪灯点阵线路图
- PM0G型列车车厢两端的LED滚动信息屏及驾驶室间壁门玻璃窗
- 通过驾驶室间壁门玻璃窗观看到的前方隧道

### 二期列车
- 厂商型号：杭州地铁1号线增购列车（PM121）
- 车辆外观设计： 法國 MBD 技术设计有限公司
- 列车整体设计： 中国 中车南京浦镇车辆有限公司
- 制造厂商：杭州中车车辆有限公司
- 制造年份：2017 ~ 2019
- 外观特征：列车采用梯形车体设计，以黑、白、红为主色调；车头灯为花生形，侧边有一条红色的粗色带，窗框周围则为黑色；车头设红色LED方向幕显示车号及终点站。
- 车体材质：铝合金车体
- 列车编组：6节B2型编组（4M2T，Tc+Mp+M+M+Mp+Tc）
- 车体尺寸：长：19.52 m × 宽：2.88 m × 高：3.8 m
- 车门宽度：1.4 m
- 供电制式：架空接触网供电，DC 1500 V
- 最高运营速度：80 km/h
- 全列定员（AW2）：1436人
- 全列超员（AW3）：2034人
- 电气牵引系统：
  - 西门子交通集团原设计 / 天津纵西牵引电机代工生产 ZXAM1901A-4 型鼠笼式三相异步交流牵引电动机（额定功率：190 kW，4×4台）
  - 西门子交通集团原设计 / 北京纵横机电技术开发代工生产 TKQ506D-2000 型 IGBT-VVVF 逆变器（1C4M1群方式控制，4组）
  - 西门子交通集团原设计 / 北京纵横机电技术开发代工生产 TKQ522E-2000 型 IGBT-SIV（2台）
- 转向架：中车南京浦镇车辆制 PW80E-Ⅱ 型 无摇枕式空气弹簧转向架（6×2台）
- 车辆总数：PM121型共24列（01 049 ~ 01 072），合计144辆[18]。
- 设施特征：列车驾驶室间壁门设有半透玻璃窗；车头灯改用LED光源照明，车内线路图为LCD屏幕动态形式。

- PM121型列车车门上方的LCD屏幕动态线路图（2024年5月)
- PM121型列车车厢端头的LED滚动信息屏及驾驶室间壁门玻璃窗

### 三期列车
- 厂商型号：杭州地铁1号线三期列车（PM144）
- 车辆外观设计： 法國 MBD 技术设计有限公司
- 列车整体设计： 中国 中车南京浦镇车辆有限公司
- 制造厂商：中车南京浦镇车辆有限公司
- 制造年份：2020 ~ 2021
- 外观特征：列车采用梯形车体设计，以黑、白、红为主色调；车头灯为花生形，侧边有一条红色的粗色带，窗框周围则为黑色；车头设红色LED方向幕显示车号及终点站。
- 车体材质：铝合金车体
- 列车编组：6节B2型编组（4M2T，Tc+Mp+M+M+Mp+Tc）
- 车体尺寸：长：19.52 m × 宽：2.88 m × 高：3.8 m
- 车门宽度：1.4 m
- 供电制式：架空接触网供电，DC 1500 V
- 最高运营速度：80 km/h
- 全列定员（AW2）：1436人
- 全列超员（AW3）：2034人
- 电气牵引系统：
  - 中车永济电机制 YJ-260B3-X10、YJ-260B3-X11 型鼠笼式三相异步交流牵引电动机（额定功率：190 kW，4×4台）
  - 株洲中车时代电气制 t Power-TN3 (UR1/JP40) 型 IGBT-VVVF 逆变器（1C4M1群方式控制，4组）
  - 株洲中车时代电气制 t Power-AA26 (JR5) 型 IGBT-SIV（2台）
- 转向架：中车南京浦镇车辆制 PW80E-Ⅱ 型无摇枕式空气弹簧转向架（6×2台）
- 车辆总数：PM144型共8列（01 073 ~ 01 080），合计48辆。
- 设施特征：车头灯改用LED光源照明，车内线路图为LCD屏幕动态形式；列车驾驶室间壁门无玻璃窗，并以猫眼代替。

- PM144型列车车厢端头的LED滚动信息屏及无玻璃窗的驾驶室间壁门

## 设施

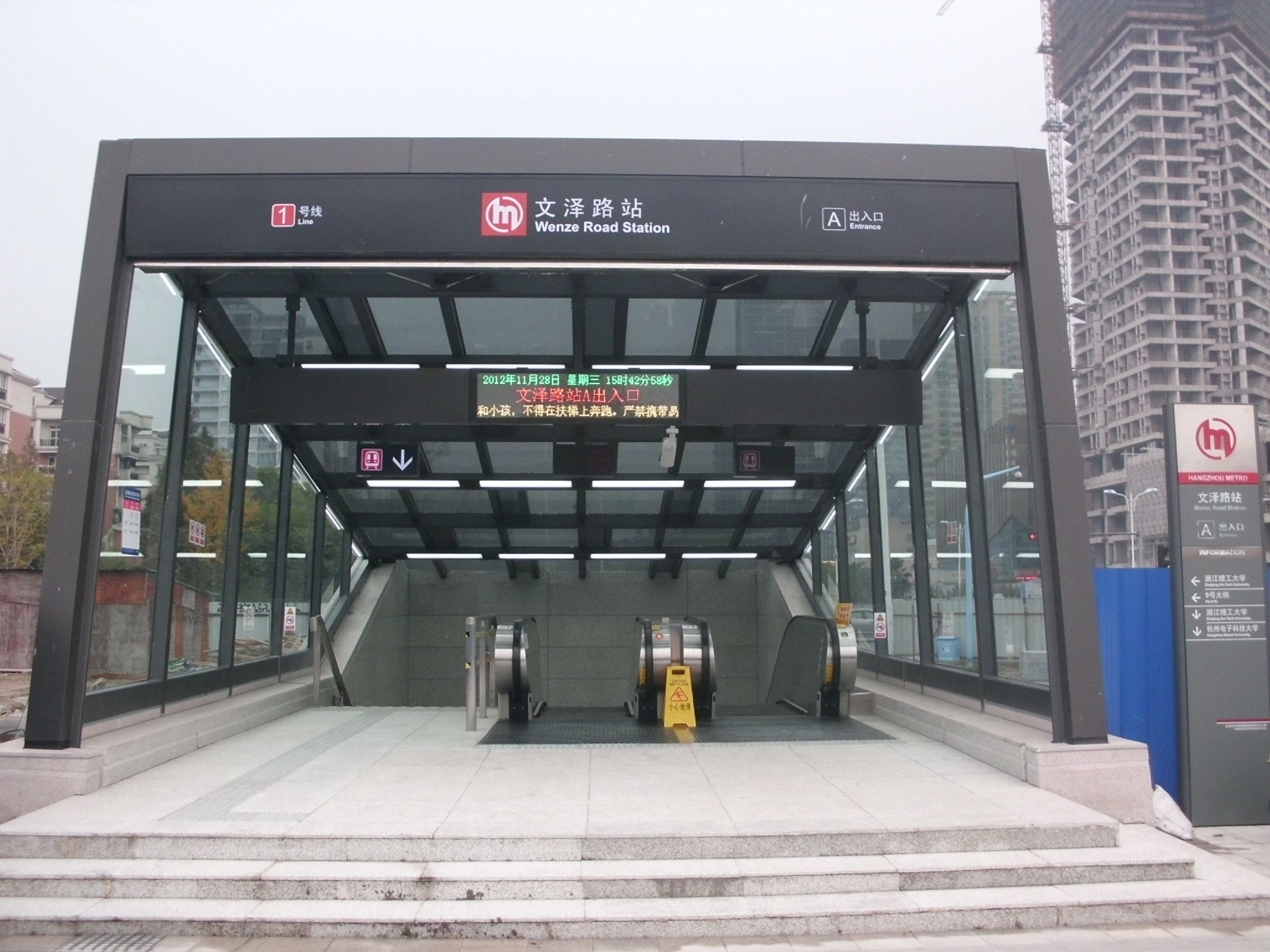
文泽路站A出入口

杭州地铁在1号线内设置了60台自助售卖机，主要经营范围为饮料和包装食品。目前由可口可乐公司经营。

### 导向标识
- 屏蔽门顶的站名牌。
- 屏蔽门顶的方向牌。
- 2015年2月2日前使用的方向牌。
- 立柱上贴的站名牌。
- 站名大字壁，每个辖区有不同底色。

### 物业综合体
1号线已规划了5个物业综合体：客运中心站综合体（地铁东城购物中心）、武林广场站上盖综合体（杭州中心）、七堡车辆段综合体（杨柳郡园）、打铁关站综合体（苏荷汇）和滨康路站综合体（龙湖滨康天街）。这些地铁站周边成为了大型商业区、生活区。

## 换乘车站
目前共有以下13个车站可以换乘其他地铁线路：
- 凤起路站 - 与 █ 2号线換乘

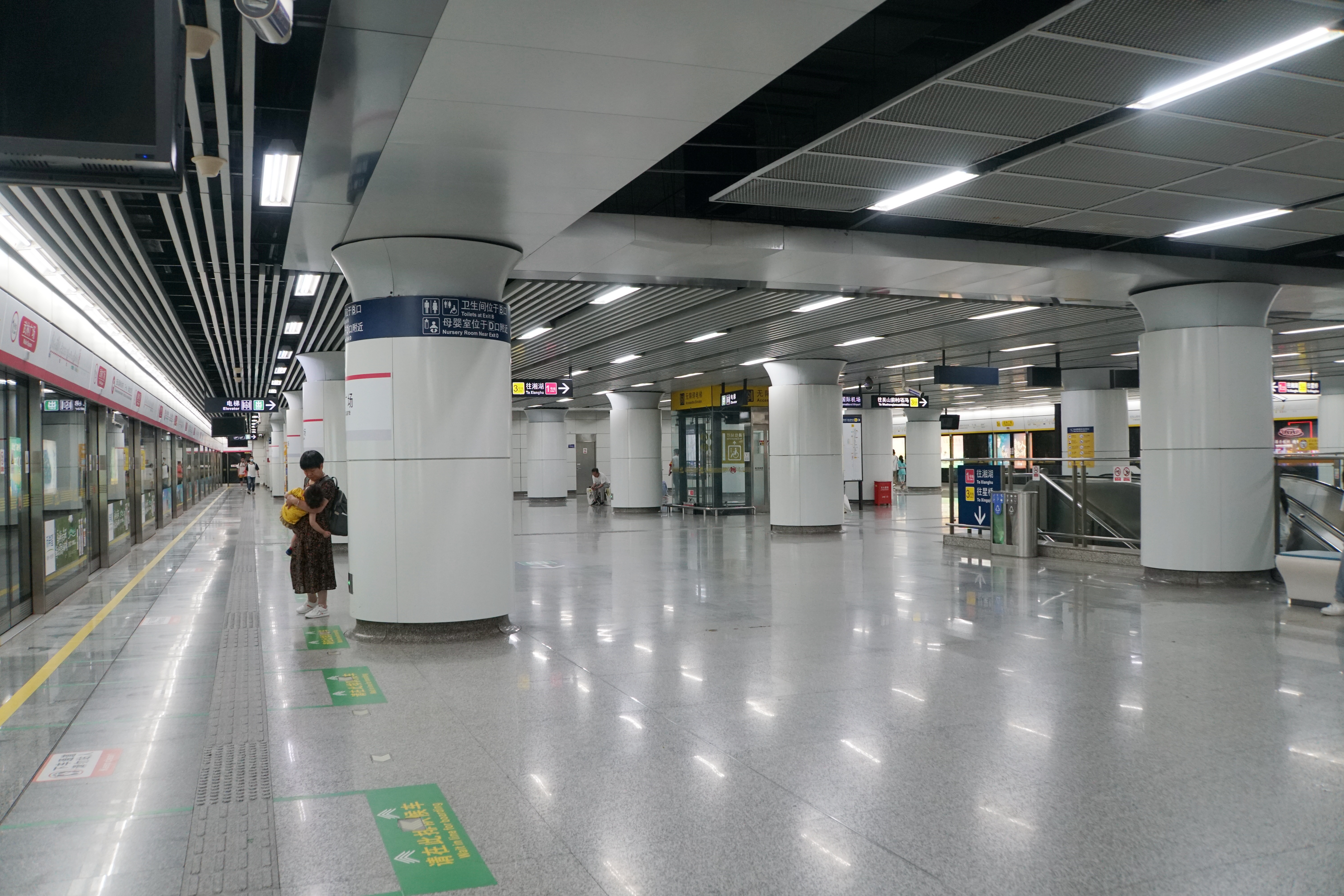
武林广场站

- 武林广场站、西湖文化广场站 - 与 █ 3号线換乘
- 彭埠站、火车东站站、近江站 - 与 █ 4号线換乘
- 城站站、打铁关站、滨康路站 - 与 █ 5号线換乘
- 江陵路站、火车东站站 - 与 █ 6号线換乘
- 萧山国际机场站 - 与 █ 7号线換乘
- 文海南路站 - 与 █ 8号线換乘
- 客运中心站 - 与 █ 9号线換乘
- 火车东站站、西湖文化广场站、萧山国际机场站 - 与 █ 19号线換乘

## 历史

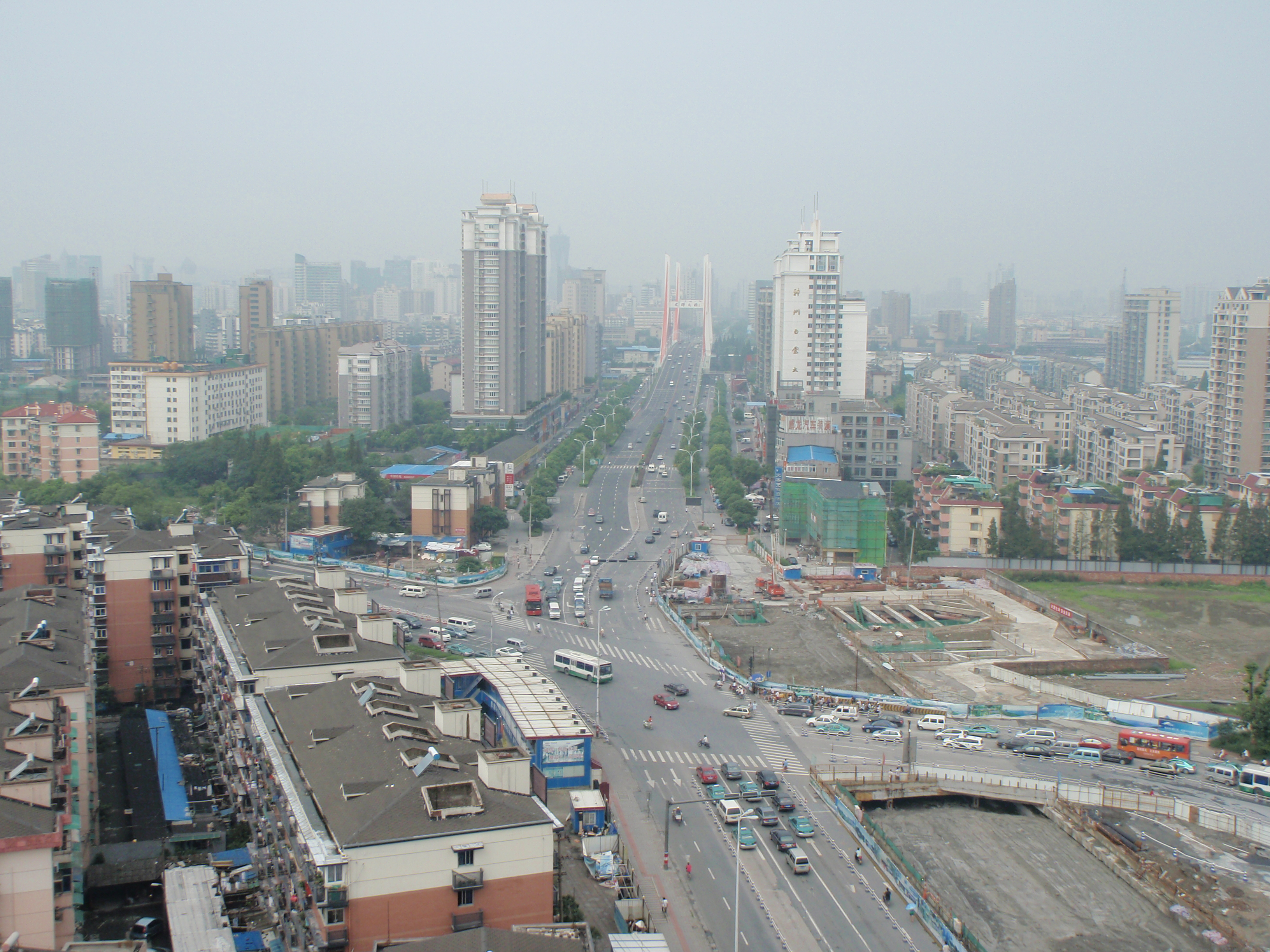
建设中的闸弄口站，2009年

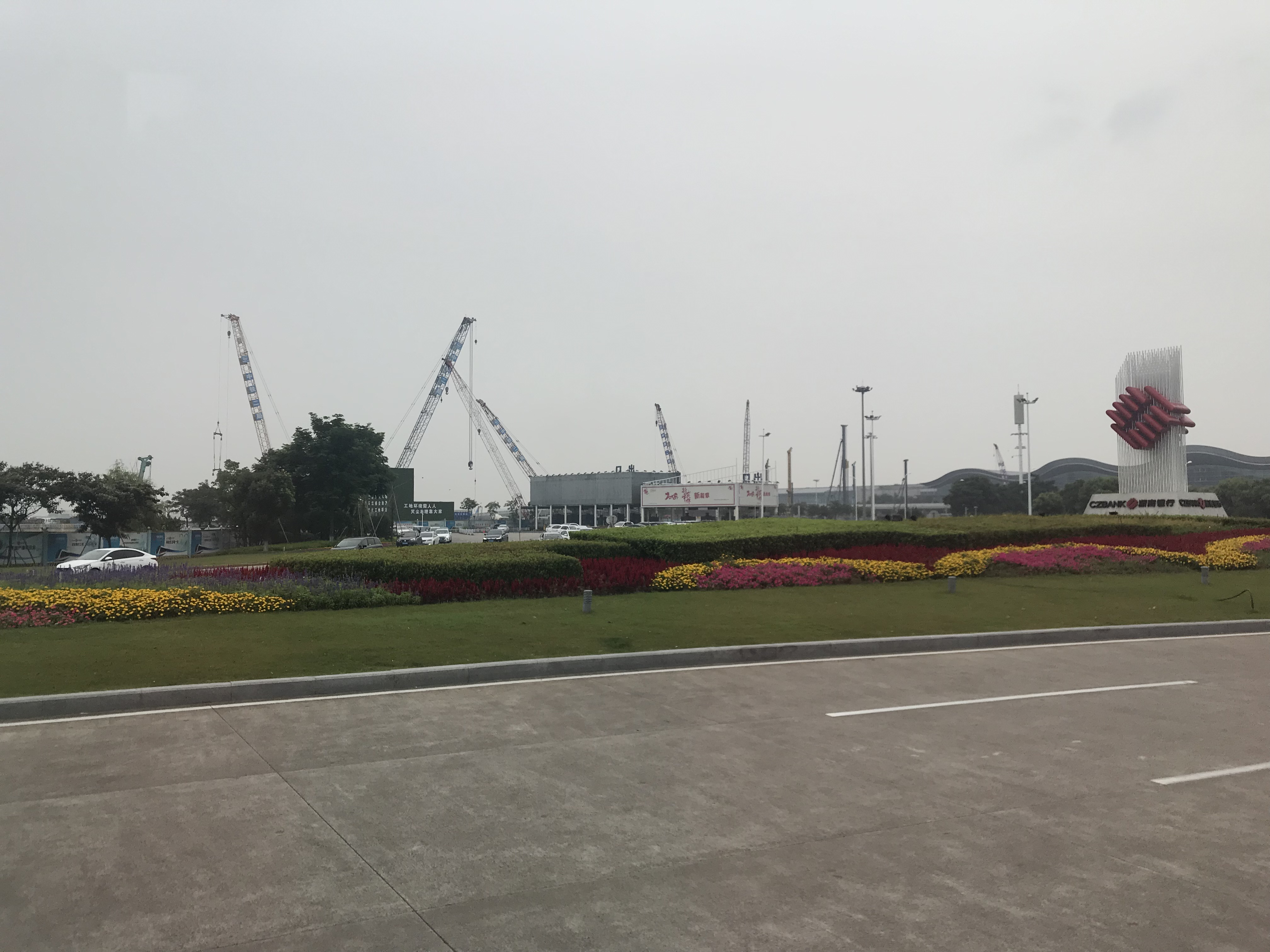
建设中的萧山国际机场站，2018年

- 2003年12月26日，1号线试验段婺江路站（最初名称为秋涛路站）开工[22][23]。
- 2005年1月，杭州地铁1号线最初规划出炉：长52km，其中28千米为高架线，设37个站。列车采用5节编组B型车。[24]
- 2005年5月，国务院批准杭州建设轨道交通。
- 2005年9月14日，工程环评通过环保部审查（环审[2005]741号），环评阶段线路全长61.94公里，其中地下线28.80公里，地面线3.32公里，高架线28.21公里，过渡段1.61公里，设置21座地下车站、15座高架车站（含1座预留站）、1座地面预留车站、3处车辆基地、4座主变电所。
- 2006年10月，国家发改委发布杭州地铁一号线建设意见。
- 2007年1月，初步设计发布，将原规划彭埠站东侧到客运中心西侧，客运中心东侧-下沙西站西侧，以及浙赣铁路-北塘河（滨和路-湘湖）之间的高架线路改为地下线。下沙文泽路站以东5.6km暂缓建设，新增建华站，取消客运中心站和下沙西站之间的预留站和临平段的东西大道站，湖滨站移位，凤起路站取代庆春路站，龙翔桥站取代中河站。[25]调整后的1号线全长53.47公里，其中地下线46.86公里，高架线6.14公里，过渡段0.47公里，全线设车站34座，其中地下站31座，高架站3座，七堡车辆段和湘湖停车场各1处。线路主城区段23.3公里，江南段5.2公里，下沙段12.45公里，临平段12.52公里。
- 2007年3月27日，杭州地铁一号线开工。
- 2007年3月28日，杭州地铁秋涛路站试验站完工。
- 2007年9月20日，杭州市政府、地铁公司向全社会征集地铁1号线线路名称。[26]
- 2010年3月4日，港鐵公司簽署杭州地鐵一號綫特許經營協議。[7]
- 2010年5月5日，设计变更批复。新增临平高铁站，将下沙延伸段由高架线改为地下线。控制中心从武林广场移至七堡车辆段、供电制式由750V第三轨供电改为1500V接触网供电。并新增了从邱山大街站到城北工业区的北延伸线路（后又划归9号线）[27]
- 2011年4月15日，1号线首列车下线
- 2011年8月10日，1号线首列车运抵七堡车辆段[28]
- 2012年8月17日，国家商务部正式批复同意杭州地铁一号线投资有限公司与在香港注册的港铁杭州一号线投资有限公司在杭州市设立中外合作的杭州杭港地铁有限公司（以下简称杭港地铁公司）后，9月6日，该公司完成工商注册。
- 2012年9月6日，杭港地鐵與杭州市政府簽訂民間興建營運後轉移模式正式協議，並於同年11月18日試乘日生效。
- 2012年11月18日至11月21日，举行“感受杭州地铁 共享品质生活”、“我为地铁献一计”之杭州地铁1号线免费试乘体验活动。[29]
- 2012年11月24日，1号线正式开通运营，初期实行一主线一支线模式（湘湖——文泽路、客运中心——临平），其中火车东站站暂缓开通，首末班时间为6:30—20:30；
- 2013年6月1日，1号线实施双主线运营方式（湘湖——文泽路、湘湖——临平），同时末班延长至21:00。
- 2013年6月30日，火车东站站开通。
- 自2013年8月1日起，1号线末班发车时间延长至晚上22点，以缓解晚上乘客出杭州东站难的问题[30]。
- 2013年10月1日，国庆节当日创下单日61万人次客流的最高记录[31]。
- 2013年10月31日起，启用CBTC自动驾驶模式[32]
- 自2013年11月1日起，每周五、六、日这三天1号线末班发车时间延长至22:30，以方便市民周末夜间出行活动。[31]
- 自2013年12月30日起，周一至周四的末班车时间再延长30分钟，运营时间变为6:30-22:30，与周五至周日的运行时间一致[33]。
- 2014年1月6日17:55，1号线乘客运载数突破一亿人次。
- 2015年11月24日10:30，1号线下沙延伸段文海南路站、云水站、下沙江滨站这三个站开通[34]。
- 2016年5月1日晚，由于西湖音乐喷泉开放产生的影响，凤起路站、龙翔桥站及定安路站出现极大客流。地铁集团组织运力，临时开通龙翔桥始发去下沙和临平方向的小交路列车[35]，当日1号线客流量为99.19万人次，为历史最高[36]。
- 2017年9月25日，市地铁集团发布《杭州地铁1号线三期工程环境影响报告书（公示）》，发布了1号线从下沙江滨站继续延伸至萧山国际机场的规划方案[37]
- 2018年1月23日，1号线三期机场延伸段正式开工。[38]
- 2018年9月18日，1号线增购二期车正式上线运营。[39]
- 2020年1月29日，因新型冠状病毒肺炎疫情，1号线临时调整为湘湖-下沙江滨，客运中心-临平的主支线运营模式，2月17日恢复双交路运营。
- 2020年7月9日，1号线三期工程盾构隧道全线洞通。[40]
- 2020年8月28日，杭州市人民政府批复了1号线三期5个车站的正式站名，其中有4个站名与工程名不同。[41]
- 2020年9月7日, 1号线三期工程完成接触网热滑试验。[42]
- 2020年11月22日，1号线三期开始按运行图试运行。列车抵达下沙江滨站后将不折返，而是直接开往萧山国际机场站。
- 2020年12月30日，1号线三期正式开通运营。[43]
- 2021年1月，1号线三期增购新车上线运营。
- 2021年7月10日，原1号线临平段调整为9号线运营，1号线总里程由63.91千米缩短为52.21千米。
- 2025年6月30日，1号线从试运营轉為正式运营，耗时近13年[44]。

## 事件与影响
1115路面坍塌事件
2008年11月15日15时许，杭州风情大道地铁施工工地发生大面积地面塌陷事故。造成21人死亡、1人重伤、3人轻伤。杭州地铁的全线施工紧急暂停。
漏水停车事故
自11月29日起，在四个站连续出现通道天花板漏水现象，杭州地铁集团表示漏水的原因归为三类：土质不均匀沉降、消防水管破裂和通道建筑热胀冷缩。12月又出现连续停车的问题。
对公交的影响
1号线的开通，也抢占了部分公交线路的不少客流，导致508路（城站到杭州客运中心）、B1区间1线（下沙城到黄龙公交站）、525路（城站到下沙高教文溯站）被迫停驶。
其他事故
2013年9月8日晚间，1号线一上行列车在江陵路站与近江之间的钱塘江江底隧道中由于接触网故障停车，导致113名乘客被迫下车，并沿隧道行走20分钟后返回江陵路站。该故障导致地铁全线延误48分钟，25趟列车不同程度受影响。
2016年1月12日，武林广场地下商城施工过程中打穿凤起路至武林广场区间隧道，未造成人员伤亡。
2022年5月18日下午3时，因金沙湖公园下沉广场出现管涌，湖水外溢致使金沙湖站形成涝水。相关部门立即组织应急抢修，开展管涌封堵和积水外排，现场人员已全部疏散，无人员被困。受此影响，16点58分，金沙湖站不停站通过。17点20分 ，1号线调整行车安排，湘湖站至下沙西站双向往返，文泽路站至萧山国际机场站双向往返。17点52分，1号线九堡站、客运中心站暂停运营。截至18日21时杭州市公交集团已调配222辆公交车到地铁站附近，协助疏散客流和接驳。21点47分，1号线九堡站、客运中心暂时恢复运营，通过湘湖方向单条轨道双向运营直至末班车，文泽路、文海南路、云水暂停运营。5月19日6时起，1号线九堡站、客运中心站、下沙西站、金沙湖站、高沙路站5个车站暂停运营，列车分为湘湖站-九和路站与文泽路站-萧山国际机场站两个区段独立运营，停运车站将有公交接驳。5月19日16时30分起，1号线全线恢复通车，九堡站、客运中心站、下沙西站、高沙路站恢复运营，金沙湖站于17点30分恢复运营。